# Jennifer Clack
Jennifer Alice  „Jenny“  Clack (* 3. November 1947; † 26. März 2020) war eine britische Wirbeltier-Paläontologin. Sie war Expertin für frühe Landwirbeltiere (beim Übergang von den Fischen zu den Tetrapoden) und bis zu ihrer Emeritierung im September 2015 Kuratorin und Professorin am Museum für Zoologie der University of Cambridge.

## Leben und Werk
Clack studierte an der University of Newcastle upon Tyne und schloss 1970 mit dem Bachelor in Zoologie ab. Danach wandte sie sich einer Karriere in Museen zu, machte einen Abschluss an der Leicester University und arbeitete im Birmingham City Museum, bevor sie sich wieder der Paläontologie zuwandte. Sie begann 1978 ihre Dissertation über Pholiderpeton (eine reptiliomorphe Amphibie aus dem Karbon) an der University of Newcastle bei Alec Panchen und wurde 1984 promoviert. Dabei entdeckte sie Steigbügel-Gehörknochen, was mit der Entdeckung eines Steigbügels bei dem frühen Tetrapoden Greererpeton zu neuen Erkenntnissen über die Gehörentwicklung früher Tetrapoden führte. 1981 wurde sie Assistant Curator am Museum für Zoologie in Cambridge. Sie hatte den Master of Arts und den Doctor of Science der Universität Cambridge. 2006 wurde sie Professorin für Wirbeltier-Paläontologie in Cambridge.
1987 fand und beschrieb sie ein ziemlich vollständiges Fossil (von ihr Boris genannt) von Acanthostega gunnari (vorher nur fragmentarisch bekannt) aus dem oberen Devon von Grönland. Die Untersuchung dieses Exemplars und anderer früher Tetrapoden führte zu neuen Erkenntnissen über den Übergang vom Wasser zum Land. Die Untersuchung von Boris zeigte, dass dieser einen fischartigen Schwanz, acht Finger (statt der üblichen fünf – ebenfalls eine große Überraschung) und Kiemen hatte und dass seine Gliedmaßen nicht in der Lage waren, sein Gewicht an Land zu tragen. Die Untersuchungen zeigten deutlich, dass die vier Gliedmaßen der späteren Landwirbeltiere schon bei deren im Wasser lebenden Vorfahren ausgebildet wurden und der Fortbewegung durch Paddel-Bewegungen dienten, im Gegensatz zu allen bisherigen Vorstellungen, dass diese für den Landgang ausgebildet wurden. 
In der Folge wurden viele zuvor als Fische eingestufte Fossilien in Museumsarchiven neu untersucht und dabei neue Tetrapoden entdeckt. Clack erhielt später auch die Gelegenheit, das von Erik Jarvik in Grönland gefundene Ichthyostega-Exemplar erneut zu untersuchen, und auch hier zeigte sich, dass die Gliedmaßen nicht für den Landgang geeignet waren. Sie fand noch weitere Acanthostega-Skelette und suchte in Schottland nach Fossilien aus der Romer-Lücke (Romer Gap) Ende des Devons, einer Fossillücke, die gerade den Übergang der Wirbeltiere vom Wasser aufs Land betraf. Wie sich abzeichnete, zog sich die vollständige Ausbildung von Tetrapodenmerkmalen über 30 Millionen Jahre vom Ende des Devons bis zur Mitte des Karbons hin.
1998 beschrieb sie erstmals Eucritta aus dem schottischen Karbon. 2002 identifizierte sie den 1971 in Schottland gefundenen (und damals als Fisch klassifizierten) Pederpes als Tetrapoden. Clack war ab 2009 Fellow der Royal Society. 2008 erhielt sie die Daniel Giraud Elliot Medal der National Academy of Sciences der USA und die T. Neville George Medal der Geological Society of Glasgow. 2015 wurde sie mit der Lapworth Medal ausgezeichnet. Sie war Ehrendoktor der University of Chicago und Mitglied der American Academy of Arts and Sciences (2009). Sie wurde im April 2012 in einer Episode der TV-Serie Beautiful Minds bei BBC4 porträtiert. Jenny Clack starb im März 2020 im Alter von 72 Jahren an den Folgen einer Krebserkrankung. Für 2020 wurde ihr noch die Romer-Simpson-Medaille zugesprochen.

## Schriften
- Gaining Ground: the Origin and Early Evolution of Tetrapods, Indiana University Press 2002, 2. Auflage 2012
- Herausgeber mit Marcelo R. Sánchez-Villagra: Fossils of the Miocene Castillo Formation, Venezuela: Contributions in Neotropical Palaeontology, London, Palaeontological Association, Wiley-Blackwell 2004
- Herausgeber mit M. Ruta, A. C. Milner Patterns and processes in early vertebrate evolution, Special Papers in Palaeontology 81, 2009, 1–173.
- mit Henning Blom, Per Erik Ahlberg Localities, Distribution and Stratigraphical Context of the Late Devonian Tetrapods of East Greenland (Meddelelser om Grønland), Danish Polar Center 2005
- Getting a leg up on land, Scientific American, November 2005
- The fish – tetrapod transition: new fossils and interpretations, Evolution: Education and Outreach, 2, 2009, 213–223
- The emergence of early tetrapods, Palaeogeography, Palaeoclimatology, Palaeoecology, 232, 2006, 167–189
- The fin to limb transition: new data, interpretations, and hypotheses from paleontology and developmental biology, Annual Review of Earth and Planetary Sciences, 37, 2009, 163–179
- mit T. R. Smithson, S. P. Wood, J. E. A. Marshall Earliest Carboniferous tetrapod and arthropod faunas from Scotland populate Romer’s Gap, Proceedings of the National Academy of Sciences, 109, 2009, 4532–4537